# 田村纪佳
田村纪佳（日语：／ Tamura Norika，1991年6月20日—），日本女子击剑运动员，2018年亚洲运动会女子佩剑个人和女子佩剑团体铜牌得主、2019年亚洲击剑锦标赛女子佩剑个人银牌得主和女子佩剑团体铜牌得主。